# Partido Pangu
El Partido Pangu (en inglés: Pangu Party; acrónimo de Papua and Niugini Union Pati) es un partido político de Papúa Nueva Guinea.
Fue fundado en junio de 1967 por Michael Somare, Albert Maori Kiki y Barry Holloway; Somare posteriormente asumió como primer ministro de Papúa Nueva Guinea entre 1972 y 1980, y entre 1982 y 1985. En 1985, Paias Wingti lideró una fracción del partido que se opuso a Somare —el Movimiento Democrático del Pueblo— y propuso una moción de censura contra éste, la cual ganó y por tanto Wingti sucedió a Somare como primer ministro. En 1988 Somare fue reemplazado como líder del partido por Rabbie Namaliu, quien fue primer ministro entre 1988 y 1992.
Somare actualmente lidera el Partido Alianza Nacional (National Alliance Party). El Partido Pangu integró la coalición gobernante en el tercer periodo de Somare como primer ministro (2002-2010).

## Resultados electorales
| Año  | Líder           | Votos   | %     | Escaños | +/- | Posición | Gobierno  |
| ---- | --------------- | ------- | ----- | ------- | --- | -------- | --------- |
| 1972 |                 |         |       | 18/72   |     | 1º       | Coalición |
| 1977 | Michael Somare  | 339.560 | 35,00 | 40/109  | 22  | 1º       | Coalición |
| 1982 | Michael Somare  |         |       | 51/109  | 11  | 1º       | Coalición |
| 1987 | Michael Somare  | 408.082 | 14,93 | 26/109  | 25  | 1º       | Oposición |
| 1992 | Rabbie Namaliu  | 294.738 | 9,33  | 22/109  | 4   | 2º       | Oposición |
| 1997 | Chris Haiveta   | 237.028 | 5,31  | 13/109  | 9   | 3º       | Oposición |
| 2002 | Chris Haiveta   |         |       | 6/109   | 7   | 5º       | Oposición |
| 2007 | Chris Haiveta   |         |       | 5/109   | 1   | 5º       | Coalición |
| 2012 | Andrew Kumbakor |         |       | 1/111   | 4   | 18º      | Oposición |
| 2017 | Sam Basil       | 322.049 | 4,08  | 9/111   | 8   | 5º       | Coalición |
| 2022 | James Marape    |         |       | 38/118  | 29  | 1º       | Coalición |